# بارتلیت (نیوهمپشایر)
بارتلیت (به انگلیسی: Bartlett) شهری در ایالت نیوهمپشایر کشور ایالات متحده آمریکا است که جمعیت آن در سرشماری سال ۲۰۱۰ میلادی، ۳۷۳ نفر بوده‌است.